# يوسوكي يوزاوا
يوسوكي يوزاوا (باليابانية: 湯澤 洋介) (31 ديسمبر 1990 في توتشيغي في اليابان – )؛ هو لاعب كرة قدم ياباني سابق كان يلعب كلاعب وسط.

## وصلات خارجية
- يوسوكي يوزاوا على موقع رابطة كرة القدم اليابانية للمحترفين (اليابانية)
- يوسوكي يوزاوا على موقع إي إس بي إن إف سي (الإنجليزية)
- يوسوكي يوزاوا على موقع قاعدة بيانات كرة القدم.إي يو (الإنجليزية)
- يوسوكي يوزاوا على موقع Soccerbase.com (لاعب) (الإنجليزية)
- يوسوكي يوزاوا على موقع Soccerway.com (الإنجليزية)
- يوسوكي يوزاوا على موقع عالم كرة القدم.نت (الإنجليزية)